# Revolta bubi de 1998

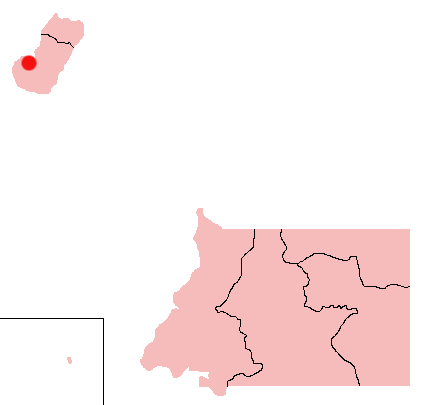
Localització de Luba, també anomenada San Carlos de Luba, a Guinea Equatorial.

La revolta bubi de 1998 es refereix als fets violents desenvolupats a la fi de gener de 1998 a l'illa de Bioko, a Guinea Equatorial.

## Desenvolupament

### Atacs a Luba i Moka
El 21 de gener de 1998 es va iniciar a les localitats de Luba, Moka, Rebola i Baney (Bioko) una rebel·lió contra el règim de Teodoro Obiang, en la que hi moriren cinc soldats i un civil. Segons algunes fonts, l'acció es va iniciar en la matinada, amb la mort d'un empleat de la companyia elèctrica Segesa a Luba. Posteriorment el grup d'activistes hauria assassinat al marit de la delegada del Govern, el caporal primer Félix Ndong Ondó. En els incidents haurien perdut també la vida almenys un fuster originari de Sao Tomé i Principe i un equatoguineà d'ètnia bubi. El Govern va acusar al Moviment per a l'Autodeterminació de l'Illa de Bioko (MAIB) d'haver atacat tres aquarteraments militars a la ciutat de Luba, perllongant-se els enfrontament durant dues setmanes, després del qual aproximadament 500 bubis van ser arrestats i interrogats. Fonts de l'oposició guineana van assenyalar que la policia va assaltar el Col·legi Espanyol (depenent de l'Ambaixada d'Espanya) a Rebola, on van detenir al professor bubi Víctor Buyaban.

### Detencions
El 24 de febrer de 1998, la Comissió Europea va convocar a l'ambaixador de Guinea Equatorial per expressar-li la seva preocupació per les violacions dels drets humans comeses després de l'atac del 21 de gener. Al març i abril del mateix any es van registrar preguntes al Parlament Europeu per part del Partit Popular Europeu al Consell, interpel·lant per quatre ciutadans de nacionalitat espanyola detinguts entre els acusats de promoure la regirada independentista a l'illa de Bioko, i sobre la repressió exercida contra el poble bubi després de la revolta,

### Macrojudici de Malabo
A la fi de maig de 1998 un tribunal va jutjar a Malabo en consell de guerra sumaríssim 117 acusats, entre ells un dels líders del MAIB, Martín Puye Topepé. En el macrojudici contra 117 persones de l'ètnia bubi (quatre d'elles de nacionalitat espanyola) el fiscal militar, el comandant Román Bibang va acusar als detinguts de terrorisme, secessió i traïció, i va aportar com a arsenal confiscat als detinguts tres pistoles, dues escopetes retallades i tres completes, i una granada de mà. Per altra banda, l'advocat defensor, José Oló Obono, fou empresonat. El judici va concloure dictant 15 penes de mort i 56 de presó, acusant el govern al MAIB de ser responsable de la rebel·lió del 21 de gener. La resta dels detinguts, entre els quals es trobaven els quatre espanyols, van ser alliberats. El MAIB va denunciar les 15 condemnes a mort del macrojudici de Malabo a través de Weja Chicampo, coordinador del grup independentista, presentant també el seu projecte d'Estat Democràtic per a Guinea Equatorial.

### Fets posteriors
Els quatre màxims dirigents de l'aixecament armat, Atanasio Bitá, Remigio Fica, Epifanio Mohaba i un quart, considerat el responsable militar de la rebel·lió, van ser condemnats a mort en rebel·lia i buscats intensament durant més de sis mesos. El juliol del 1998 van aconseguir abandonar Guinea Equatorial amb destí desconegut. El 14 de juliol va morir l'opositor Martín Puye Topepé a la presó Playa Negra en circumstàncies poc clares. El setembre del 1998 es va realitzar al Parlament Europeu una pregunta parlamentària del Partit Socialista Europeu, sobre la repressió a l'illa, el macrojudici i la mort de Puye, contestada pel Consell en octubre. A la fi de novembre el Govern de Guinea Equatorial va iniciar una nova onada de detencions entre membres de la comunitat bubi de l'illa de Bioko, acusant als detinguts (prop de 30 persones) de col·laborar amb els fugits dirigents de l'aixecament.